# Contea di Jiayu
La contea di Jiayu (嘉鱼县S, Jiāyú XiànP) è una contea della Cina, situata nella provincia di Hubei e amministrata dalla prefettura di Xianning.